# Samanda
Samanda ist ein englisches Popmusikduo bestehend aus den eineiigen Zwillingen Amanda Louise und Samantha „Sam“ Joanne Marchant (* 26. Juni 1988 in Knutton, Newcastle-under-Lyme, Großbritannien). Im Jahr 2007 nahmen sie an der achten Staffel der Fernsehshow Big Brother in Großbritannien teil und wurden dadurch bekannt.

## Leben

### Vor Big Brother
Am 26. Juni 1988 wurde Sam fünf Minuten vor ihrer eineiigen Zwillingsschwester Amanda Marchant im englischen Knutton geboren. Vor ihrem Einzug in das Big-Brother-Haus studierten beide an der Manchester Metropolitan University Sozialarbeit. Ihre Lieblingsfarbe ist Pink.

### Während Big Brother
Amanda und Sam waren das erste Zwillingspaar, welches an Big Brother UK teilnahm. Sie zogen als Erste am 30. Mai 2007 in das Haus ein und verließen es nach 94 Tagen am 31. August als Zweitplatzierte mit 39,7 % der Stimmen (für einen Sieg) hinter dem Sieger Brian Belo. Außer Amanda und Sam war nur Carole vom ersten bis zum letzten Tag Teilnehmerin. Während ihrer Zeit im Haus erhielten sie keine einzige Nominierungsstimme.
Als Amanda und Sam einzogen, zogen sie als eigenständige Bewohnerinnen ein – mussten daher unabhängig voneinander nominieren, konnten als Amanda oder Sam nominiert werden und nahmen an Aufgaben einzeln teil. Am 69. Tag nahmen sie ein Angebot von Big Brother an und waren von dort an nur noch eine Bewohnerin – mussten daher zusammen nominieren, konnten nur als Amanda und Sam nominiert werden und nahmen an Aufgaben zusammen teil.
Während dieser Zeit bekamen die beiden von der Presse den Namen Samanda, eine Zusammensetzung ihrer beiden Vornamen Sam und Amanda.

### Nach Big Brother
Am 2. September – zwei Tage nach ihrem Auszug –, nahmen Samanda eine Coverversion des erfolgreichen Liedes Barbie Girl der dänischen Band Aqua auf, nachdem sie einen Vertrag mit Sony BMG abschlossen.
Dieses Lied, welches sie schon während ihrer Zeit im Big-Brother-Haus sangen, ist laut eigener Angaben ihr Lieblingslied.
Die Single wurde am 1. Oktober veröffentlicht, nachdem das Lied bereits eine Woche zuvor gegen Bezahlung heruntergeladen werden konnte.
Sie stiegen damit auf Platz 26 der UK Top 40 ein.
Seit Anfang November 2007, nachdem sie einen zweijährigen Vertrag mit Young and Pure abschlossen, haben sie eine eigene Hautpflege- und Duftreihe; die Zielgruppe für Samanda by Young and Pure sind Mädchen und junge Frauen im Alter von 10 bis 21 Jahren.
Zusätzlich unterschrieben Samanda im Jahr 2007 noch einen Vertrag bei der Modelagentur Select Model Management.
Seitdem leben sie in London.
2008 erschienen ihre Trimm-dich-DVD Samanda – The Twins: Dance Workout und die Wohltätigkeitssingle Honey Love.

## Diskografie

### Singles
- Barbie Girl (2007)
- Honey Love (2008)

### Videoalben
- Samanda – The Twins: Dance Workout (2008)